# Рычков, Владимир Николаевич
Владимир Николаевич Рычков (29 октября 1955, Иман, Приморский край — 30 октября 1995, Верхний Тагил, Свердловская область) — шахматный композитор, трёхкратный чемпион мира по решению шахматных композиций в составе сборной СССР (1989,1990,1991) и России (1992), многократный чемпион СССР и России в составе сборной Свердловской области.

## Биография

### Детство и юность
Владимир Рычков родился 29 октября 1955 года в городе Имане (ныне Дальнереченск) Приморского края. Отец будущего чемпиона, Николай Максимович Рычков (1927—2004), служил в армии в звании старшины. Мама — Анна Мефодьевна Рычкова (Чевгун) (1930—2005), работала в воинской части как вольнонаёмная. Позже в семье Рычковых родились ещё два сына — Валерий (1963) и Юрий (1964).
Володе было три года, когда он заболел полиомиелитом. Тяжёлая болезнь привела к параличу. Мир для ребёнка сузился до размеров комнаты, отныне передвигаться он мог лишь в инвалидной коляске.
Получать знания в объёме средней школы Володе пришлось на дому. Тогда же будущий проблемист увлёкся игрой в шахматы. Сначала его интерес к этой древней игре ограничивался победой над соперником, потом он стал серьёзно задумываться о шахматной логике, увлёкся разыгрыванием сложных композиционных этюдов. А позже талантливый юноша занялся составлением своих собственных шахматных задач.

### Годы становления
Владимир был по-настоящему светлым человеком, отличался большой силой воли и старался никогда не унывать, как бы трудно порой ему не приходилось. Прикованный к кровати, юноша постоянно был в поиске какого-то дела. Он не только составлял шахматные задачи, но и готовил кроссворды для местных изданий и даже писал стихи.
Огромное влияние на Владимира Рычкова в те годы оказал известный шахматный композитор Александр Иванович Козлов (1897—1980). Среди его учеников такие известные в шахматном мире проблемисты, как Павел Бабич, Юрий Лазарев, Марсил Гафаров, Петр Печёнкин, Николай Плетенёв и другие. Во многом благодаря этому незаурядному человеку, настоящему энтузиасту шахматного движения в России, Владимир Рычков стал мастером шахматной композиции, широко известным за пределами Урала
Инвалид с детства, Владимир получал скромную пенсию, которой едва хватало на самое необходимое. Существенной поддержкой стала вторая пенсия по инвалидности, назначенная Фондом чемпиона мира по шахматам Гарри Каспарова. Примечательно, что В. Рычков был единственным российским шахматным композитором, которому оказали такую поддержку.

### Шахматный композитор
В 70-80-е годы В. Рычков активно занимается составлением шахматных задач и этюдов. Он становится постоянным автором газеты «Кировский рабочий», где вместе с Н. Плетенёвым ведёт отдел «На досуге». Здесь он публикует задачи разной степени сложности — двухходовки, трёхходовки, многоходовки, а также многочисленные статьи с разбором интересных партий. Публикации В. Рычкова неизменно вызывали интерес среди любителей шахмат. Сам В. Рычков считал, что лучше всего у него получаются трёхходовки. Задачи талантливого шахматного композитора, а также его статьи охотно публикуют и другие издания.
Активно участвует В. Рычков в различных соревнованиях по шахматам в составе сборной команды Свердловской области. Команда уральцев успешно выступает против сборных Москвы, Ленинграда, Киева. С каждой новой победой растёт авторитет команды, всё больше кандидатов в мастера спорта (КМС) и мастеров спорта (МС) по шахматам насчитывается в её составе.
Мастером спорта СССР по шахматной композиции В. Рычков стал после победы во Всесоюзном конкурсе кандидатов в мастера спорта СССР (1991-1992). А позже, заняв призовое место в XII личном первенстве по шахматам в разделе двухходовок, он становится и мастером спорта России.
В период с 1980 по 1988 гг. в Альбом ФИДЕ (издание Международной шахматной федерации) было отобрано 22 задачи Владимира Рычкова. Насколько сложно попасть в Альбом ФИДЕ, можно судить по таким цифрам. Из общего числа поданных двухходовок проходит конкурс не более 12-14 процентов работ, ещё строже отбор трёхходовок — всего 8-10 процентов.
В 1997 году в издательстве «Москва» вышел сборник «Избранные шахматные задачи Владимира Рычкова». В него вошли 300 лучших шахматных задач талантливого уральца.

### Турнир памяти В. Рычкова
В апреле 2018 года по инициативе и при спонсорской поддержке племянника В. Рычкова — Александра Рычкова в муниципальном детско-юношеском центре (МАО ДО ДЮЦ, директор Ю.А. Кривоногова) г. Верхний Тагил прошёл открытый турнир по быстрым шахматам среди детей и подростков, посвящённый памяти Владимира Рычкова.
С тех пор турниры памяти шахматного композитора В. Рычкова проходят в Верхнем Тагиле ежегодно. Бессменный главный судья соревнований — преподаватель ДЮЦ О.В. Свинцова.